# Дружба (нафтопровід)
Єдина система магістральних нафтопроводів «Дружба» — один з найбільших та найпотужніших у світі нафтопроводів з пропускною здатністю 2 млн барелів на добу.

## Загальна характеристика

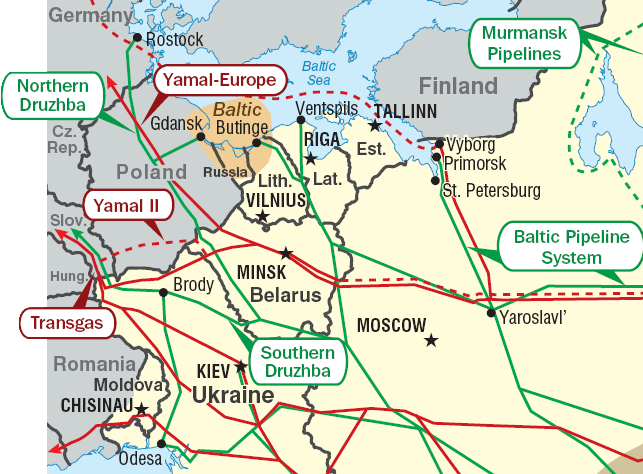
Магістральні нафтопроводи Східної Європи

Збудований для транспортування нафти з Радянського Союзу у країни Центральної та Західної Європи.
10 грудня 1960 року почалося будівництво нафтопроводу, а 15 жовтня 1964 року відбулася офіційна церемонія запуску магістралі, загальною довжиною — близько 5200 км.
Маршрут нафтопроводу пролягає від Альметьєвська в Татарстані (РФ) через міста Самару, Брянськ (РФ) до Мозиря (Білорусь), де розгалужується на дві гілки: північну (Білорусь, Польща та Німеччина) та південну (Україна, Чехія, Словаччина та Угорщина). Крім того, з Брянська (РФ) через Білорусь прокладено маршрут до Литви та Латвії.
Російський відрізок нафтопроводу експлуатує компанія «Транснефть» («Транснафта»); словацький — компанія Transpetrol, український — ПАТ «Укртранснафта», польський — компанія PERN.

## Історія розвитку нафтопроводу
У 1958 році, на засіданні Ради Економічної Взаємодопомоги, ухвалено рішення про будівництво трансконтинентального нафтопроводу, який згодом було названо «Дружба», який мав забезпечувати потреби країн «соціалістичного табору» у сирій нафті.
18 грудня 1959 року укладено угоду між урядами СРСР, Угорської Народної Республіки, Чехословацької Соціалістичної Республіки, Польської Народної Республіки і Німецької Демократичної Республіки про будівництво нафтопроводу.

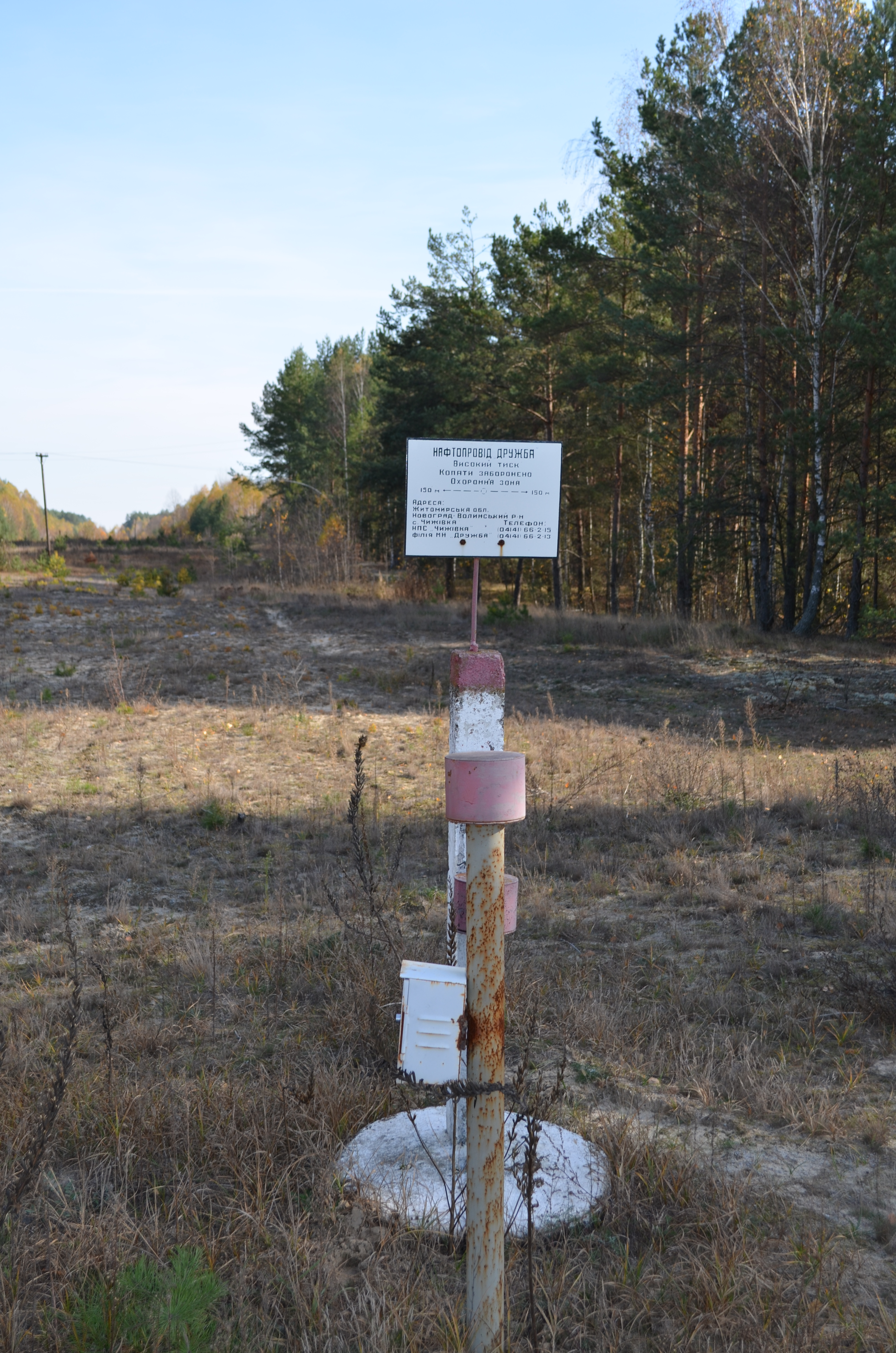
Ділянка нафтопроводу на Житомирщині

10 грудня 1960 року розпочато будівництво траси нафтопроводу від Бродів до державного кордону СРСР.
13 жовтня 1961 року завершено лінійно-трасові роботи на ділянці Броди-Ужгород.
12 грудня 1961 року створено Львівське управління нафтопроводу «Дружба» з підпорядкуванням трестові «Союзгаз».
26 грудня 1961 року нафтоперепомпувальна станція «Броди» прийняла перший залізничний поїзд із нафтою.
28 січня 1962 року введена в експлуатацію друга НПС магістралі — Козьова (в Карпатах).
6 лютого 1962 року перші тонни нафти надійшли в резервуари чехословацької НПС у Будківцях. Початок функціонування МНП «Дружба».
12 вересня 1962 року нафту з «Дружби» отримала Угорщина.
4 листопада 1964 року відбувся злив останнього паливного поїзда з нафтою на станції Броди. Відтоді нафта постачалася лише трубопроводом.
29 квітня 1965 року у МНП «Дружба» подано нафту з родовища в Речиці (Білорусь).
19 квітня 1969 року розпочато будівництво другої черги магістралі, яке було завершене 1974 року.
У жовтні 1991 року, після розпаду СРСР, на базі частини майна Виробничого об'єднання «Дружба», розташованого на території України, Фонд державного майна України створив Державне підприємство магістральних нафтопроводів «Дружба».
У травні 1998 року Державне підприємство магістральних нафтопроводів «Дружба» реорганізоване у Державне акціонерне товариство «Магістральні нафтопроводи „Дружба“».
У 1993 році розроблено техніко-економічне обґрунтування будівництва морського терміналу потужністю 40 млн т/рік неподалік Одеси (Морський торговельний порт «Південний»), а у 1994 році видано робочий проєкт на будівництво першої черги терміналу потужністю 12 млн т/рік, яку почали будувати 1995 року.
1996–2001 роки — ДАТ «Магістральні нафтопроводи „Дружба“» здійснювало будівництво нафтопроводу «Одеса — Броди».
У квітні 2002 року введений в експлуатацію нафтопровід «Одеса — Броди».
У 1995–2002 роках спільними зусиллями ДАТ «Придніпровські магістральні нафтопроводи» та ДАТ «Магістральні нафтопроводи „Дружба“» тривало спорудження морського нафтового терміналу «Південний».
19 грудня 2002 року введено в експлуатацію морський нафтовий термінал «Південний».
15 серпня 2002 року, відповідно до розпорядження Кабінету Міністрів України від 23 червня 2001 року  № 256 на базі ДАТ «Магістральні нафтопроводи „Дружба“» та ДАТ «Придніпровські магістральні нафтопроводи» шляхом злиття було створено Відкрите акціонерне товариство «Укртранснафта».
На ділянці «Броди — Держкордон» нафтопровід проходить вздовж русла річки Стрий, наближаючись на окремих ділянках на відстань до 50 м від русла та частково проходить у межах другої зони санітарної охорони Стрийського водозабору прісних підземних вод. Стрийський водозабір забезпечує питною водою понад 500 тис. водокористувачів у Львові, Трускавці, Моршині, Стрию та Дрогобичі. У випадку пошкодження нафтогону на цій ділянці існує ризик виходу нафти та забруднення річки із потраплянням нафти у підруслові споруди водозабору», — було зазначено у повідомленні[джерело?]
Через можливе пошкодження нафтогону та забруднення річки, яка забезпечує питною водою, «Укртранснафта» у 2006 році вирішила винести обидві нитки нафтопроводу «Броди — Держкордон» на ділянці 157 км — 165 км з другого поясу санітарної охорони Стрийського водозабору прісних вод і побудувати нову ділянку нафтопроводу.
Наприкінці 2008 року будівництво зупинилось через зміни земельного законодавства, хоча на час призупинки будівництва будівельно-монтажні роботи були практично завершені. Введення в експлуатацію затрималось на 10 років через складнощі оформлення права власності чи користування земельними ділянками, на яких збудована нова ділянка нафтогону.
Рішення Уряду України від 21 жовтня 2020 року дозволено ввести нову ділянку в експлуатацію та приєднати її до діючого нафтопроводу «Броди — Держкордон» у максимально стислі терміни.
У травні 2024 року оператори трубопроводів у Польщі та Росії погодили рішення, яке дозволить продовжити транзит казахстанської нафти до Німеччини, усунувши ризик його припинення. Зазначалося, що «Транснєфть», яка експлуатує нафтопровід «Дружба», є одним з найбільших у світі, що здатний транспортувати 2 млн барелів на добу. Потоки через «Дружбу» різко впали після повномасштабного російського вторгнення в Україну, оскільки Європейський Союз відмовився купувати російську нафту.
У 2024 році південною гілкою нафтопроводу «Дружба» Україна транспортувала близько 11,36 млн тонн російської нафти. Це не лише на 16 % менше, ніж попереднього року, але й абсолютний мінімум щонайменше з 2014 року, а також, можливо, за весь період незалежності України, тобто після 1991 року. За повідомлення «ExPro Crude Oil&Condensate Weekly», імпортерами російської нафти в Європейському Союзі у 2024 році були:
- Угорщина — понад 4,7 млн т (практично стільки ж, скільки й у 2023 році);
- Словаччина — 3,9 млн т (-15 %);
- Чехія — 2,7 млн т (-35 %).

За оцінками «ExPro Crude Oil», Україна отримала майже 10 млрд гривень ($250 млн) за транзит російської нафти у 2024 році. Водночас у 2023 році до національного бюджету за транзит нафти з РФ надійшло майже 9,4 млрд гривень (понад $255 млн).

### Забруднення нафтопроводу у 2019 році
19 квітня 2019 року в Білорусі було зафіксовано підвищення рівня вмісту хлоридів у нафті з PФ. У квітні транзит російської нафти обмежила Білорусь і зупинила Польща. Оператор польської ділянки нафтопроводу «Дружба» компанія «PERN» повідомив, що НПЗ у Польщі та Німеччині не можуть приймати і переробляти нафту з такими показниками, з якими вона надходить у пункт приймання поставок «Адамове». Слідом за Польщею від забрудненої російської нафти відмовилися Чехія і угорська нафтогазова компанія MOL. 30 квітня Білорусь повністю припинила прийом неякісної російської нафти з РФ до її повного витіснення з нафтопроводу «Дружба». Забруднену нафту, поставки якої привели до зупинки транзиту, і з російської, і з білоруської сторін кордону зливають у резервуари. Загальний обсяг забрудненої хлорорганікою нафти — понад 170 тисяч тонн. Міністерство енергетики Росії заявило, що незабруднена нафта надійде на Мозирський нафтопереробний завод 2-3 травня, а в порт Усть-Луга — 7 травня. Белнафтахім уточнив, що на початку травня почне працювати лише одна гілка нафтопроводу «Дружба», а на повне відновлення буде потрібно кілька місяців. Всього, за даними ВАТ «Гомельтранснафта Дружба», у нафтопроводах Росії, Білорусі, України і Польщі накопичилося 5 млн тонн некондиційної російської нафти з високим вмістом хлорорганіки. Глава «Транснафти» Микола Токарєв на зустрічі з президентом РФ 30 квітня повідомив, що неякісну нафту у нафтопровід «Дружба» навмисно зливало приватне Самарське підприємство-колектор, а матеріали справи про шахрайство вже передані до управління ФСБ у Самарській області. Путін відповів, що історія із забрудненою нафтою завдала Росії збитків. У ТОВ «Самаратранснафта-термінал» заявили, що згаданий у заяві офіційного представника Транснафти Ігоря Дьоміна термінал був проданий у 2017 році на користь ТОВ «Нафтоперевалка». Компанія «Самаратранснєфть-термінал» звернулася до «Транснафти» з проханням «скорегувати заяву і назвати справжнього винуватця і коректного власника терміналу з приймання нафти і має намір судитися з через завдання шкоди репутації». Белнефтехім має намір вимагати від російської сторони компенсації витрат через поставки у Білорусь неякісної нафти сорту Urals, проте сума збитків була не уточнена.
30 квітня 2019 року, у Будапешті, за даними УНІАН відбулася розширена зустріч операторів нафтопроводу «Дружба» і європейських одержувачів нафти за участю делегації. «Сторони обговорили технічні моменти відновлення транзиту і взяли спільні зобов'язання зі звільнення однієї нитки нафтопроводу «Дружба» з РФ через територію Республіки Білорусь і України з витісненням некондиційної нафти із цих ділянок у резервуарні парки ВАТ «Гомельтранснафта Дружба», АТ «Укртранснафта», «MOL» і «Транспетрол» загальним обсягом близько 400 тисяч тонн». Далі очікується надходження якісної нафти з РФ на територію Республіки Білорусь і потім в Україну. Орієнтовна дата надходження якісної нафти на пункти здачі на території ЄС — 18 травня 2019 року.
11 травня після відповідних заходів, у першу чергу постачальників нафти (РФ), «Укртранснафта» відновила транзит нафти до країн Європейського Союзу. Загальний обсяг некондиційної російської нафти з високим вмістом хлорорганіки, який накопичився у трубопроводах Росії, Білорусі, України та Польщі, був оцінений у 5 млн т.
У січні 2020 року повідомлено, що 18 січня АТ «Укртранснафта» завершила витіснення російської нафти з підвищеним вмістом хлорорганічних сполук з української ділянки нафтопроводу «Дружба» до словацько-українського кордону, а 21 січня — до пункту здачі нафти «Будковце» (Словаччина). Впродовж усього періоду витіснення неякісної російської нафти «Транснафта» сплатило товариству за надання цієї послуги з травня 2019 року по січень 2020 року понад €4,3 млн компенсації.

### Вибухи у червні 2022 року
Російські ЗМІ повідомили, що 11 червня 2022 року неподалік селища Гулівка Брянської області (за 40 км до державного кордону з Україною) пролунали три вибухи — тоді ж спрацював сигнал про втрату зв'язку із засувкою трубопроводу «Дружба». Повідомляється, що одним із вибухів було пошкоджено трансформаторну підстанцію з енергоблоком засувки нафтопроводу. Ще один вибух стався у місці, де прокладено кабель — там залишилася вирва 40 на 20 см.Третій вибух пошкодив протипідкопну трубу (додатковий засіб захисту, який заривають у землю на режимних об'єктах), залишивши вирву 40 на 60 сантиметрів.
Сам трубопровід «Дружба» не постраждав, проте протипідкопна труба та підстанція виявилися пошкодженими, а також був знеструмлений енергоблок управління засувкою. Розливу нафтопродуктів вдалося уникнути — з 24 лютого трубопровід законсервований, але всередині знаходиться дизельне паливо.

### Аварія у серпні 2023 року
5 серпня 2023 року, ввечері, за повідомленням польського оператора нафтопроводу «PERN», на нафтопроводі «Пжиязнь» в районі міста Ходеча (Польща), яким нафта постачається з Росії до Німеччини, виявлено витік. Постачання нафти цим маршрутом призупинено. Загалом територією країни проходять дві гілки російського нафтопроводу. «Друга гілка нафтопроводу працює без змін. Загрози здоров'ю та життю місцевих мешканців немає… Зараз компанія розслідує причини інциденту», — заявили в PERN. В компанії також уточнили, що поставки на польські нафтопереробні заводи не постраждали. «Інші елементи інфраструктури PERN, серед них Померанська ділянка «Дружби», яка використовується для перекачування сирої нафти, що надходить танкерами до Польщі й далі до Німеччини, працюють у штатному режимі», — доповнено у повідомленні компанії.

### Зупинення постачання російської нафти
4 березня 2025 року Державна нафтотранспортна компанія Чехії «MERO ČR» повідомила про зупинення поставок російської нафти південною гілкою нафтопроводу «Дружба». Водночас у MERO ČR також заявили про технічну готовність до альтернативних постачань нафти. Наприклад, через Трансальпійський нафтопровід (TAL), яким до Чехії надходить сировина з нафтового термінала в італійському Трієсті. Як відомо, з лютого 2023 року прокачування російської нафти північною гілкою було зупинено через санкції Євросоюзу. Південна гілка нафтопроводу до Європи пролягає через Україну, Чехію, Словаччину та Угорщину.
У ніч проти 18 серпня 2025 року уражена нафтоперекачувальна станція «Нікольське» у Тамбовській області. Внаслідок удару на об'єкті спалахнула пожежа, а перекачування нафти магістральним нафтопроводом «Дружба» було повністю зупинено. Станом на 20 серпня 2025 р. постачання нафти відновлено.